# 王仲发
王仲发（？—？），男，中华人民共和国政治人物，曾任江西省审计局局长，江西省人大常委会副主任，第七届全国人大代表。